# Spořitelna (Litomyšl)
Budova spořitelny se nachází na Smetanově náměstí ve východočeské Litomyšli. Je evidována jako kulturní památka.
Rohová budova zaujímá prostor, který vymezuje Smetanovo náměstí a ulice Špitálská. Vznikla v 20. letech 20. století podle návrhu architekta Josefa Maříka. Nešlo o projekt na zelené louce, nýbrž o přestavbu tamějšího původního historického objektu. Mařík se inspiroval tzv. národním stylem spíše než funkcionalismem. V průčelí budovy byly umístěny tři sochy, představující píli, čas a spořivost, jejichž autorem byl Václav Mach. Na fasádě budovy jsou také pamětní desky připomínající Terézu Novákovou a Jana Voborníka. 
Dvoupatrová budova slouží i na počátku 21. století pro potřeby spořitelny.